# Богданович Максим Михайлович
 Максим Михайлович Богданович — підполковник Збройних Сил України, учасник російсько-української війни, що загинув у ході російського вторгнення в Україну в 2022 році.

## Життєпис
Максим Богданович народився 14 травня 1981 року в місті Дрезден, Німеччина. Після закінчення загальноосвітньої школи та військового закладу освіти ніс військову службу в складі 95-тої окремої десантно-штурмової бригади. З початком війни на сході України в 2014 році неодноразово перебував на Донбасі в складі АТО та ООС. З початком повномасштабного російського вторгнення в Україну перебував на передовій. Обіймав посаду заступника начальника управління бригади - начальника командного пункту. Загинув офіцер 22 березня 2022 року під час авіаудару російських окупантів. Чин прощання із загиблим проходив 27 березня 2022 року на Смолянському військовому кладовищі в Житомирі. Разом з ним поховали військовослужбовця 132 окремого розвідувального батальйону Десантно-штурмових військ ЗСУ Артема Пастовенського. Днем раніше попрощалися з прапорщиком 95-тої окремої десантно-штурмової бригади Володимиром Артеменком.

## Родина
У загиблого залишилися дружина та двоє дітей.

## Нагороди
- Орден «Богдана Хмельницького ІІІ ступеня» (2022, посмертно) — за особисту мужність і самовіддані дії, виявлені у захисті державного суверенітету та територіальної цілісності України, вірність військовій присязі[3].